# Ascocentrum semiteretifolium
Ascocentrum semiteretifolium är en orkidéart som beskrevs av Gunnar Seidenfaden. Ascocentrum semiteretifolium ingår i släktet Ascocentrum och familjen orkidéer. Inga underarter finns listade i Catalogue of Life.